# L'indiavolata pistolera
L'indiavolata pistolera (The Beautiful Blonde from Bashful Bend) è un film statunitense del 1949 diretto da Preston Sturges.
È un film commedia a sfondo romantico ambientato nel vecchio West, basato sul romanzo The Lady from Laredo di Earl Felton e con protagonisti Betty Grable, Cesar Romero e Rudy Vallee.

## Produzione
Il film, diretto da Preston Sturges su una sceneggiatura di Earl Felton e Preston Sturges con il soggetto di Earl Felton (autore del romanzo), fu prodotto da Twentieth Century Fox Film Corporation e girato nei 20th Century Fox Studios a Century City in California da settembre a novembre del 1948 con un budget stimato in 2.260.000 dollari.

## Distribuzione
Il film fu distribuito negli Stati Uniti dal 27 maggio 1949 al cinema dalla Twentieth Century Fox e dalla Key Video per l'home video nel 1989.
Alcune delle uscite internazionali sono state:
in Svezia il 16 dicembre 1949 (Västerns vilda blondin)
- in Portogallo il 3 agosto 1950 (A Loira Explosiva)
- in Francia (Mamzelle Mitraillette)
- in Italia (L'indiavolata pistolera)

## Critica
Secondo il Morandini con il film Sturges "scortica i miti e gli stereotipi del selvaggio West", con il suo solito umorismo dissacrante, ma l'impostazione gli riesce "meno bene perché deve fare i conti con la Grable, diva della Fox, col potente produttore Darryl Zanuck e, per la prima volta, con il Technicolor".